# Tillandsia supermexicana
Tillandsia supermexicana là một loài thuộc chi Tillandsia. Đây là loài đặc hữu của México.